# 55737 Coquimbo
55737 Coquimbo è un asteroide della fascia principale. Scoperto nel 1988, presenta un'orbita caratterizzata da un semiasse maggiore pari a 2,3604374 au e da un'eccentricità di 0,1144361, inclinata di 6,59854° rispetto all'eclittica.